# Кутловы Борки
Кутловы Борки — село в Сараевском районе Рязанской области России, входит в состав Желобовского сельского поселения.

## Географическое положение
Село расположено на берегу реки Пожва в 6 км на север от центра поселения села Желобово и в 16 км на запад от райцентра посёлка Сараи.

## История
Рассошные Борки, по имени одного из вотчинников Никифора Петровича Кутлуева, называвшееся также Кутловыми Борками, упоминается в окладных книгах 1676 года, где при находившейся в том селе церкви Архистратига Божия Михаила показано: церковной земли и сенных покосов, по сказке попа Саввы, из  помещиковых  дач на 6 четвертей в поле. В приходе к той церкви 6 дворов  помещиковых, крестьянских 75 дворов, бобыльских 10 дворов, и всего с помещиковыми и с поповым и дьячковым 93 двора. Упоминаемая в окладных книгах 1676 года Архангельская церковь была деревянная…, а около той церкви погост не огорожен, той церкви попы Савва и Самсон хотели огородить. В 1752 году Архангельская церковь сгорела. В том же году к епархиальному начальству майоршей Маврой Ивановной Лукиной и надворным советником Иваном Ивановичем Колешиным подана была просьба о дозволении их в с. Рассошных  Борках, вместо сгоревшей, построить вновь церковь деревянную в прежнее храмонаименование, что им и было разрешено. Построение на место обветшавшей деревянной церкви каменной в честь Архангела Михаила, как видно из клировых ведомостей, начато старанием помещика Степана Ивановича Шиловского в 1834 году. В ведомости о церкви за 1850 год при Архангельской показан уже придел в честь Положения Ризы  Божией Матери во Влахерне. Сельская школа существовала в селе с 1861 года, в которой местный священник состоял учителем. 
В XIX — начале XX века село являлось центром Кутло-Борковской волости Сапожковского уезда Рязанской губернии. В 1906 году в селе было 150 дворов.
С 1929 года село являлось центром Кутлово-Борковского сельсовета Сараевского района Рязанского округа Московской области, с 1937 года — в составе Рязанской области, с 2005 года — в составе Желобовского сельского поселения.

## Население
| 1859 | 1897 | 1906  | 2010 |
| ---- | ---- | ----- | ---- |
| 1063 | ↘985 | ↗1107 | ↘114 |

## Достопримечательности
В селе расположена недействующая Церковь Михаила Архангела (1834).